# محمد شامل
محمد شامل أديب وفنان مخضرم، مواليد بيروت (1 يوليو 1909 - 4 مايو 1999) توزع نتاجه بين برامج إذاعية وتلفزيونية ومسرحيات، وأفلام سينمائية، وأعمال أدبية نقدية وشعرية. واسع الثقافة، تغلغل في خبايا النفس البشرية، وعايش الناس في مختلف طبقاتهم وبيئاتهم وثقافاتهم، وعبر عنهم بأسلوب نقدي اجتماعي حي.
رافق شامل المجتمع البيروتي، خصوصاً، في تطوره عبر أجيال من ثلاثينات هذا القرن حتى تسعيناته، وصوره بدقة وبراعة، وصور المجتمع العربي في مختلف عصوره كما استشفه من المصادر الأدبية التي اطلع عليها اطلاعاً واسعاً. وإلى ذلك دون وقائع حياته، ومصادر ثقافته، والوظائف التي شغلها، ومختلف الشخصيات التي عرفها من سياسية وأدبية وفنية.
تزوج من السيدة رشدية قعبور ولديهم 11 من الأبناء (ناجي (ممثل) ، يوسف، علي، فاطمة (زوجة الفنان حسن علاء الدين) أميمة، أنيسة، رندا، فاتن، سلام، رفيف، هبة)، ومن الأحفاد في مجال الفن: خضر علاء الدين، حسن شامل.

## روابط خارجية
محمد شامل على موقع IMDb (الإنجليزية)

محمد شامل على موقع قاعدة بيانات الأفلام العربية